# Моисеенко, Владимир Александрович
Владимир Алекса́ндрович Моисе́енко (род. 19 марта 1963, Глебычево, Ленинградская область, РСФСР, СССР) — советский, украинский и российский актёр, комик, артист эстрады, телеведущий, юморист. Народный артист Украины (1998).

## Биография

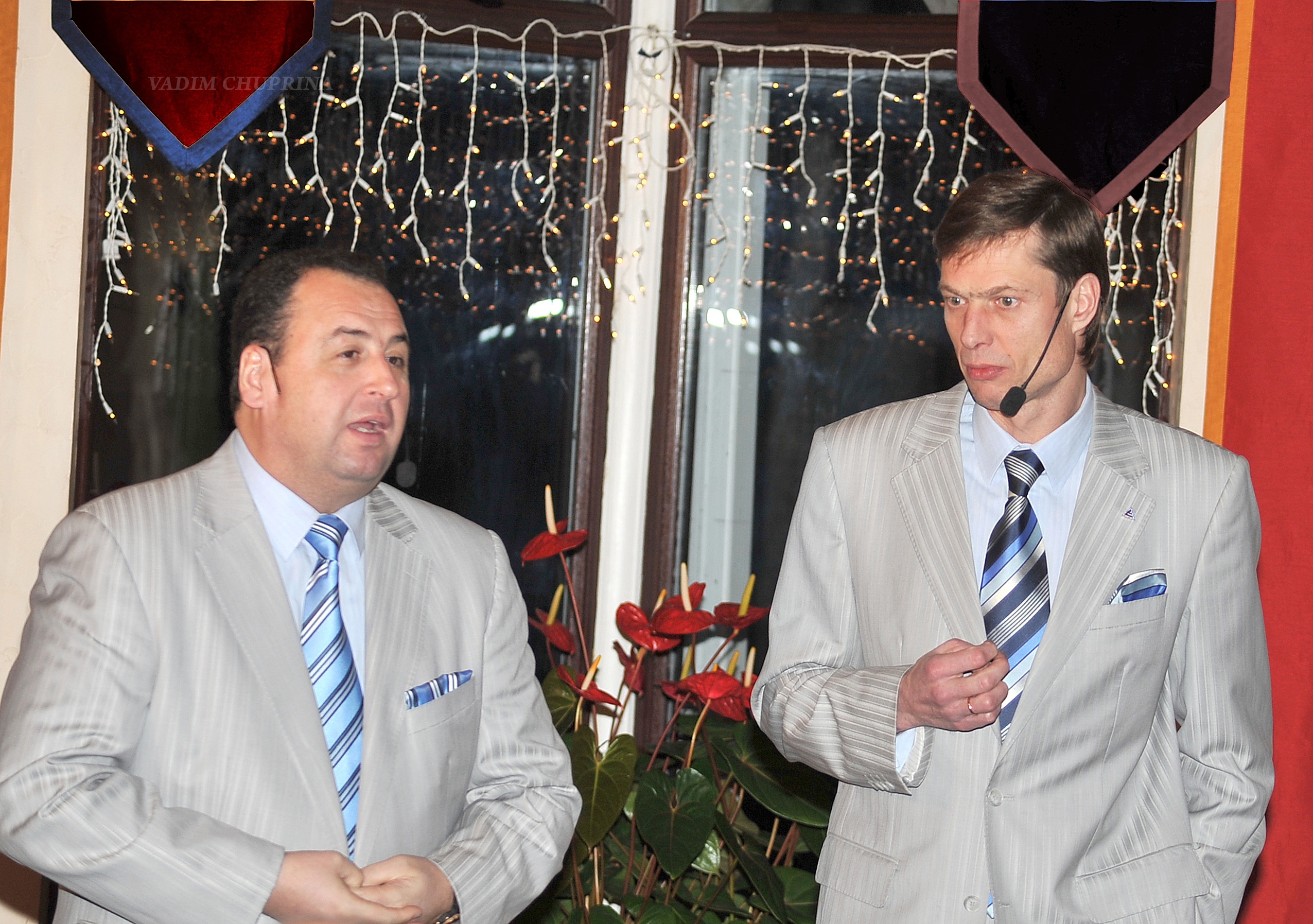
Владимир Данилец и Владимир Моисеенко, фото Вадима Чуприна

Владимир Александрович Моисеенко родился 19 марта 1963 года в поселке Глебычево Выборгского района Ленинградской области. Отец был военным летчиком, поэтому прожили в Глебычеве недолго, когда Володе было 8 месяцев, семья переехала в Киев.
Окончил Киевскую среднюю школу № 65.
В 1978 году поступил в Киевское эстрадно-цирковое училище, где и познакомился с Владимиром Данильцом, в 1984 окончил училище.
В 1987 году родился дуэт «Кролики».
В 1989 году они стали лауреатами на Всесоюзном конкурсе артистов разговорного жанра.
21 апреля 1991 года — дуэт В. Данильца и В. Моисеенко стал лауреатом Кубка Аркадия Райкина на международном фестивале «MORE SMEHA» в Риге.
6 января 1990 года — в программе «Аншлаг» впервые показали «Кроликов» — один из самых популярных номеров дуэта.
С октября 2020 года вместе с Владимиром Данильцом стал ведущим программы «15 минут о наболевшем» на украинском телеканале 112 Украина.
В апреле 2021 года вместе с Владимиром Данильцом и бывшим пресс-секретарём президента Украины Виктора Януковича Анной Герман стал инициатором создания «Благотворительного фонда защиты свободы слова», появившегося после введения санкций в отношении телеканалов холдинга «Новости» (112-Украина, NewsOne, ZIK).

## Награды
- Народный артист Украины (1998)[1].
- Заслуженный артист Украины (1996)[6].
- Обладатель «Золотого пера» за лучшую музыкально-развлекательную телепередачу «Проснись и пой» (телеканал «Интер», 2000)[2][7].

## Телевидение
- Аншлаг
- Проснись и пой
- Шоу долгоносиков
- Кривое зеркало
- Юморина
- Смешнее, чем кролики

## Фильмография
1. 2007 — Королевство кривых зеркал — участник от Аргентины на конкурсе «Кривовидение»
2. 2009 — Ералаш, выпуск № 236 («8 марта»)
3. 2009 — Золотая рыбка — Кощей Бессмертный
4. 2010 — Морозко — рабочий из ларца
5. 2011 — Новые приключения Аладдина — стражник
6. 2012 — Красная Шапочка — пациент доктора
7. 2013 — Три богатыря — повар у трёх толстяков
8. 2014 — Бабай (мультфильм) — Змей Горыныч (1-я и 2-я головы)

## Личная жизнь
- жена — Екатерина Моисеенко
- дочь — Елизавета Моисеенко (1992)
- сын — Илья Моисеенко (род. 2003)[8]